# Braskem
Braskem is een Braziliaans chemieconcern. Het concern heeft zijn hoofdkantoor in São Paulo en maakt uit natuurlijke grondstoffen chemische producten zoals brandstoffen en biomaterialen. Vanaf haar oprichting begin jaren zeventig groeide Braskem uit tot het grootste chemiebedrijf van Zuid-Amerika met zesendertig vestigingen verdeeld over Argentinië, Brazilië, Duitsland, Nederland en de Verenigde Staten. Behalve aan de Bovespa is Braskem ook genoteerd aan de New York Stock Exchange.

## Geschiedenis
Braskem werd in 1972 als een fabrieksbedrijf onder de naam Companhia Petroquímica do Nordeste opgericht en is sindsdien actief als fabrikant van petrochemische producten. In 1974 werd de naam van het bedrijf gewijzigd in Copene Petroquímica do Nordeste en achtentwintig jaar later volgde een gang naar de effectenbeurs van São Paulo onder de huidige naam. Nadien werden haar activiteiten verbreid met de fabricage van synthetische materialen en richtte Braskem een joint venture op met Petrobras Química. In de tweede helft van de jaren nul ontwikkelde Braskem een uit suikerriet bereide kunststof en introduceerde in 2007 als eerste bedrijf dit product in de markt. Vier jaar later ondertekende het concern een Green Deal-partnerschap met de Amsterdam ArenA.